# Marin Stănescu
Marin Stănescu (n. 14 aprilie 1939, Brașov) a fost un opozant al regimului comunist.

## Biografie
După absolvirea liceului s-a înscris la Facultatea de Drept din cadrul Universității București. În perioada când era student în anul II a participat la mișcările revendicative ale studenților din București în 1956 (vezi Mișcările studențești din București din 1956). A fost printre organizatorii manifestației care urma să aibă loc în Piața Universității în ziua de 5 noiembrie 1956. A fost arestat la 14 noiembrie 1956. Ancheta sa a fost condusă de locotenent colonel Constantin Popescu, căpitan Gheorghe Enoiu, locotenent major Iosif Moldovan, locotenent major Vasile Dumitrescu, locotenent major Gheorghe Vasile, locotenent major Constantin Oprea și locotenent Nicolae Urucu. A fost judecat în lotul "Mitroi" și a fost achitat prin sentința Nr. 534 din 19 aprilie 1957 a Tribunalului Militar București, fiind eliberat la 28 mai 1957. 